# 广西科技大学
广西科技大学，是位于中華人民共和國广西壮族自治区柳州市的一所高等院校，由广西工学院和柳州医学高等专科学校合并组成。
2012年，经教育部和广西壮族自治区人民政府批准，广西工学院和柳州医学高等专科学校合并，并在此基础上筹建广西科技大学，筹建期为1年。学校位于广西第二大城市和工业中心柳州市，学校是柳州市第一所本科大学，也是广西的第8所大学。学校设有工、管、理、经、文、法、艺术、教育、医学等9个学科门类的专业。

## 历史沿革

### 广西工学院
1958年6月14日，由广西自治区政府决定，在南宁市筹建广西工学院。
1960年11月，广西化工学院、广西水电学院、广西邮电专科学校3校合并，建立广西工学院，下设化工、水电、邮电3个系，并将南宁化工学校、工业干校一同并入，化工学校改为学校附设第一中专部，工业干校改为学校附设第二中专部。
1961年8月，自治区直属工业交通战线的大、中专学校调整，学校在办完现有本科学生后，停止招生；附设中专一部、中专二部恢复原校名，即南宁化工学校、工业干校，继续办学。
1982年6月，广西轻工业学院、广西机械工业学院、广西石油化工学院合并，恢复建设广西工学院。1984年5月，广西工学院并入广西大学，改为广西大学柳州分校，1985年，柳州分校脱离西大重新建立广西工学院:444。

### 柳州医学高等专科学校
1951年，广西省第四医士学校正式创立。1952年，学校更名为“广西柳州医士学校”。
1953年-1955年，广西省第五医士学校（梧州）、广西省第九医士学校（玉林）、广西省第十医士学校（宜山）、桂林医士学校先后并入学校。
1958年，学校升为医学专科学校，更名为“柳州医学专科学校”。
1962年，由于国家调整，学校只办中专，更名为“广西柳州卫生学校”。
1970年7月，学校与柳州地区农业学校、师范学校合为一体，成立“柳州地区共产劳动大学”。
1971年，柳州地区共产劳动大学解体，广西柳州卫生学校恢复。
2003年7月，自治区人民政府批准成立“柳州医学高等专科学校”。

### 广西科技大学
2011年9月，自治区人民政府向教育部申办广西科技大学。
2012年3月，教育部正式批准广西工学院和柳州医学高等专科学校合并，并在此基础上筹建广西科技大学。
2012年5月，自治区人民政府同意广西工学院和柳州医学高等专科学校合并，并在此基础上筹建广西科技大学。
2012年9月，自治区人民政府向教育部申请正式设立广西科技大学。
2013年4月，教育部批准正式成立。
2020年4月9日，经中华人民共和国教育部批准，广西科技大学管理的独立学院广西科技大学鹿山学院脱离该校管理，并转设为民办本科院校柳州工学院。

## 校园概况
广西科技大学共有校区三处，分别为东环校区、柳石校区和柳东校区，合计3244.85亩。其中建筑面积88.13万平方米。

## 院系设置
学校现有19个二级学院，1个独立学院，4个教学部，4所附属医院，14个研究所（中心），有58个本科专业（方向），10个专科专业。
- 机械工程学院
- 汽车与交通学院
- 计算机学院（软件学院）
- 土木建筑工程学院
- 生物与化学工程学院
- 电气与信息工程学院
- 管理学院
- 财经学院
- 外国语学院（大学外语教学部）
- 理学院（公共数理教学部）
- 社会科学学院、思想政治理论教研部
- 艺术与文化传播学院（公共文化艺术教学部）
- 体育学院（公共体育教学部）
- 职业技术教育学院（应用技术学院）
- 继续教育学院
- 国际教育学院
- 医学院（原柳州医学高等专科学校）
- 第一临床医学院（第一附属医院）
- 启迪数字学院

## 师生概况

### 学生
学校现有在校普通本科生15400余人、各类研究生1200余人、专科生7800余人。

### 教员
学校有专任教师1421人。